# Kalmanto
Kalmanto è il quinto album in studio del gruppo black metal finlandese Ajattara, pubblicato nel 2007.

## Tracce
1. Ilkitie – 4:05
2. Turhuuden takila – 3:10
3. Madot – 4:09
4. ...Putoan – 3:55
5. Harhojen virta – 4:06
6. Suruntuoja – 4:13
7. Naimalaulu – 3:19
8. Alttarilla aamutähden – 5:01
9. Kalmanto – 4:46

## Formazione
- Ruoja - voce, chitarre
- Samuel Lempo - chitarra
- Malakias IV - batteria
- Raajat - tastiere, cori
- Kalmos - chitarre, cori